# Caseta de Baix
La Caseta de Baix és una masia situada al poble de Lladurs, al municipi del mateix nom, al Solsonès.